# هيساو تاني
هيساو تاني (باليابانية: 谷寿夫؛ بالكانا: たに ひさお) هو عسكري ياباني، ولد في 23 ديسمبر 1882 في أوكاياما في اليابان، وتوفي في 26 أبريل 1947 في نانجينغ في الصين.

## وصلات خارجية
- هيساو تاني على موقع الموسوعة البريطانية (الإنجليزية)